# Imaouen
Imaouen  (in arabo ايماون‎?) è un centro abitato e comune rurale del Marocco situato nella provincia di Taroudant, regione di Souss-Massa. Conta una popolazione di 2 466 abitanti (censimento 2014).